# Lordomyrma leae
Lordomyrma leae é uma espécie de formiga do gênero Lordomyrma, pertencente à subfamília Myrmicinae.